# Biełowodskoje
Biełowodskoje (kirg. i ros.: Беловодское, wcześniej Stalinskoje) – wieś w północnym Kirgistanie, w obwodzie czujskim, siedziba administracyjna rejonu Moskwa. W 2009 roku liczyła ok. 21 tys. mieszkańców. Miejscowość położona jest 43 kilometry na zachód od Biszkeku, w zachodniej części Kotliny Czujskiej, nad rzeką Aksuu, której nazwę tłumaczy się jako „biała woda” (stąd nazwa wsi). Stacja kolejowa Biełowodskaja. Graniczy z Ak-Suu.
We wsi urodził się Witalij Kłyczko.